# José Chacón (poeta)
José Chacón García (Los Hinojosos, 2 de julio de 1910 - Alcalá de Henares, 15 de mayo de 1988) fue un poeta español y funcionario del Ministerio de Justicia.

## Biografía

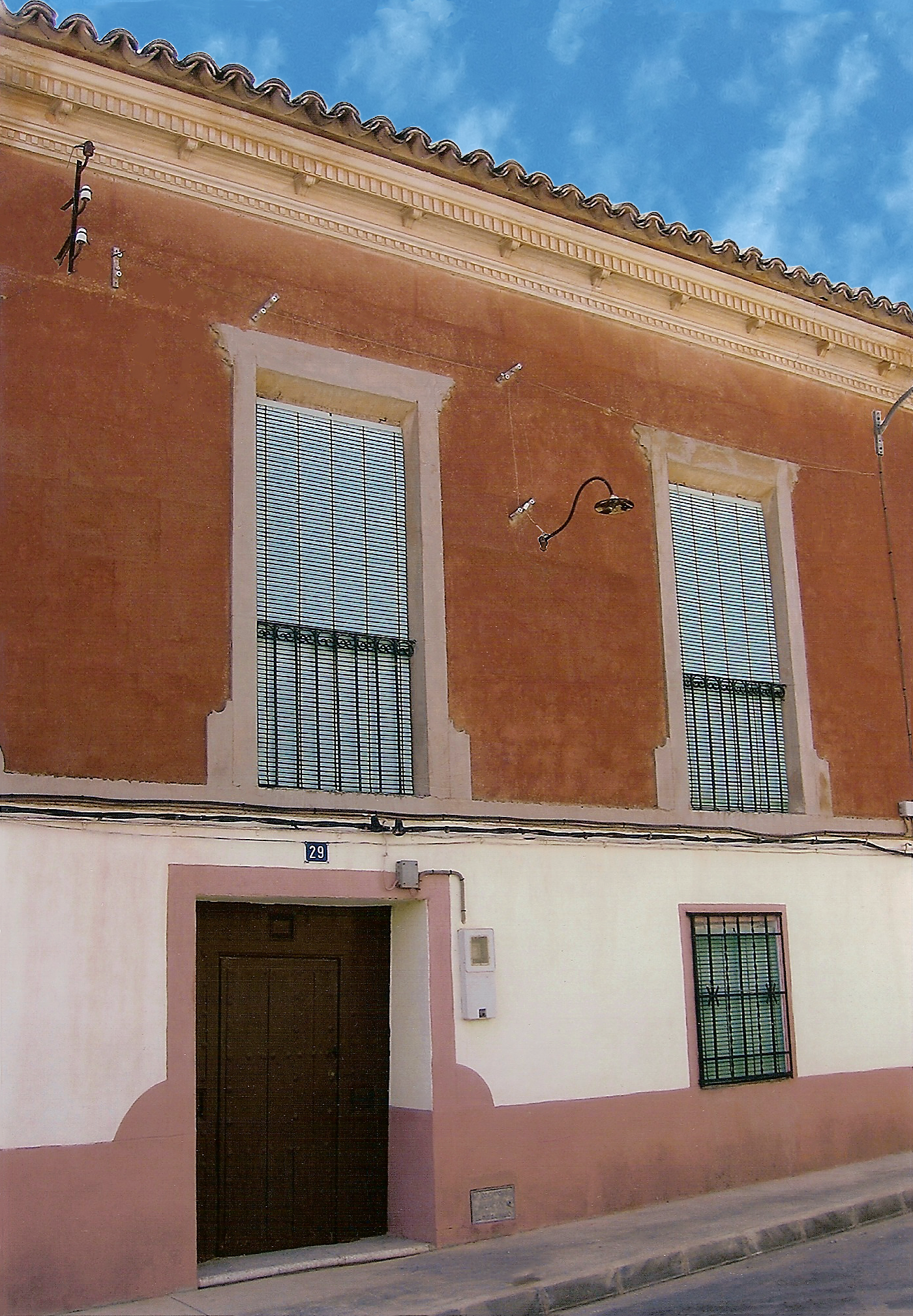
Casa familiar en Los Hinojosos.

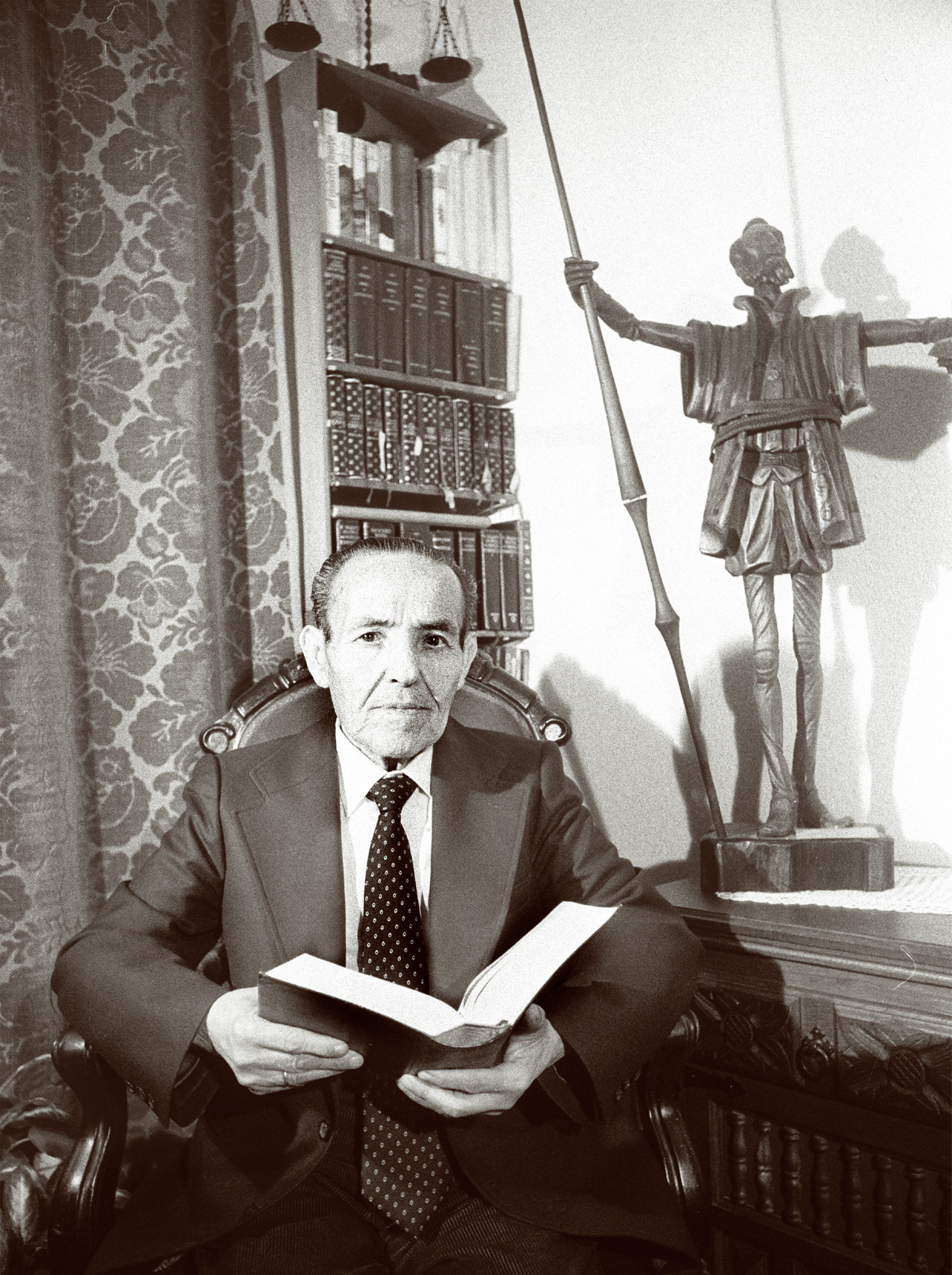
El poeta en su casa de Alcalá de Henares en 1984.

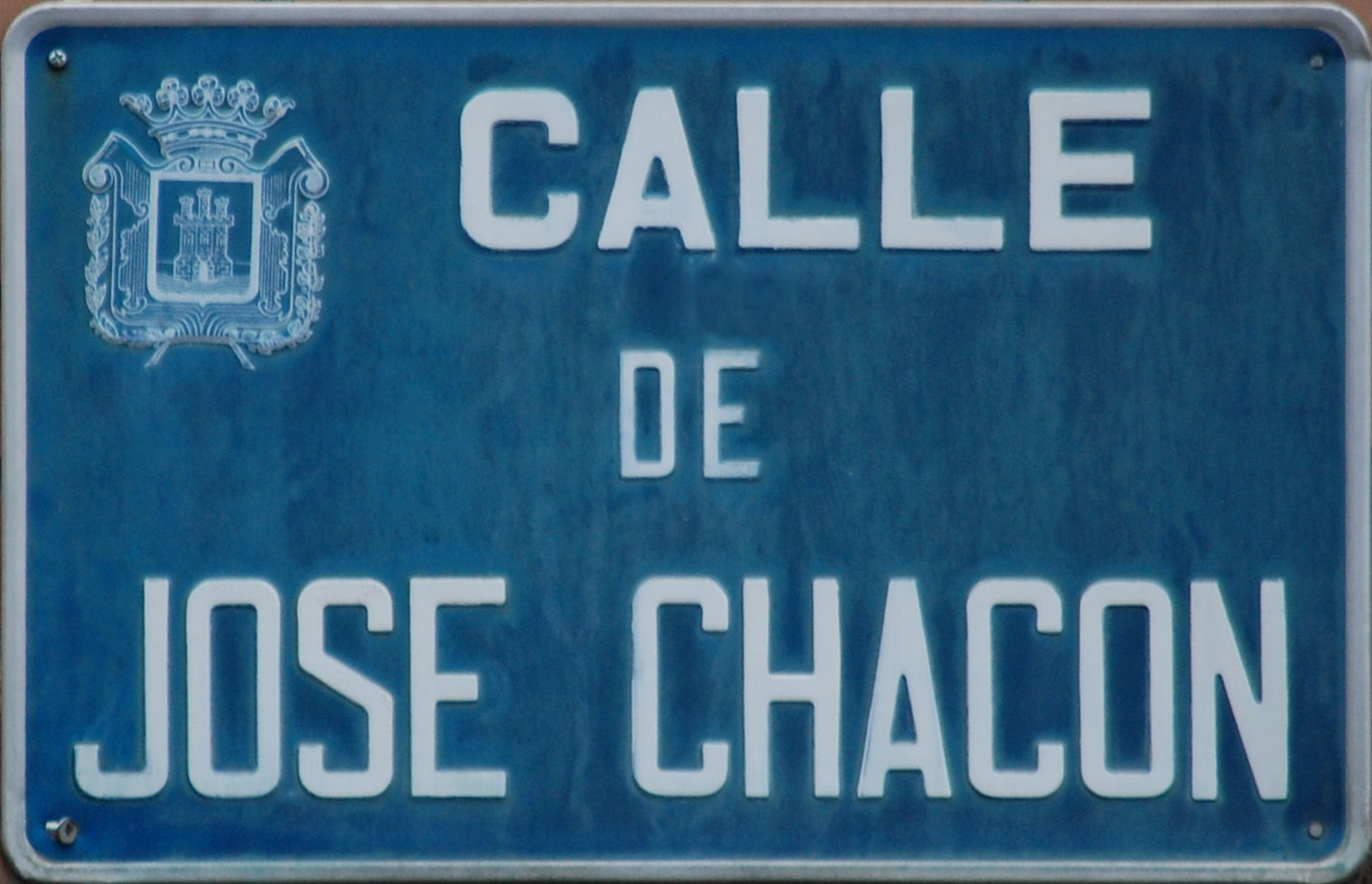
Calle en Alcalá de Henares dedicada a José Chacón

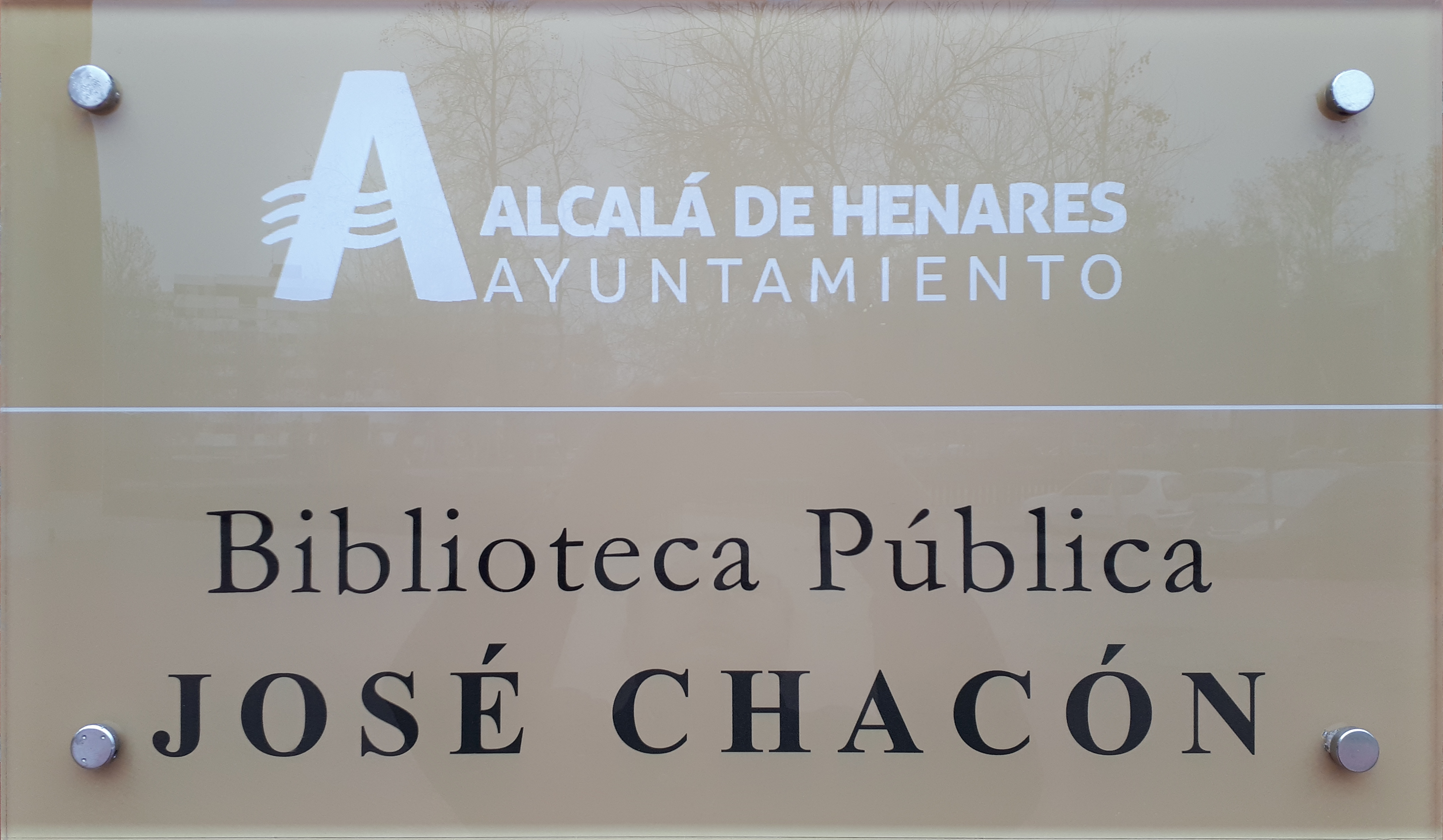
Biblioteca pública municipal José Chacón de Alcalá de Henares.

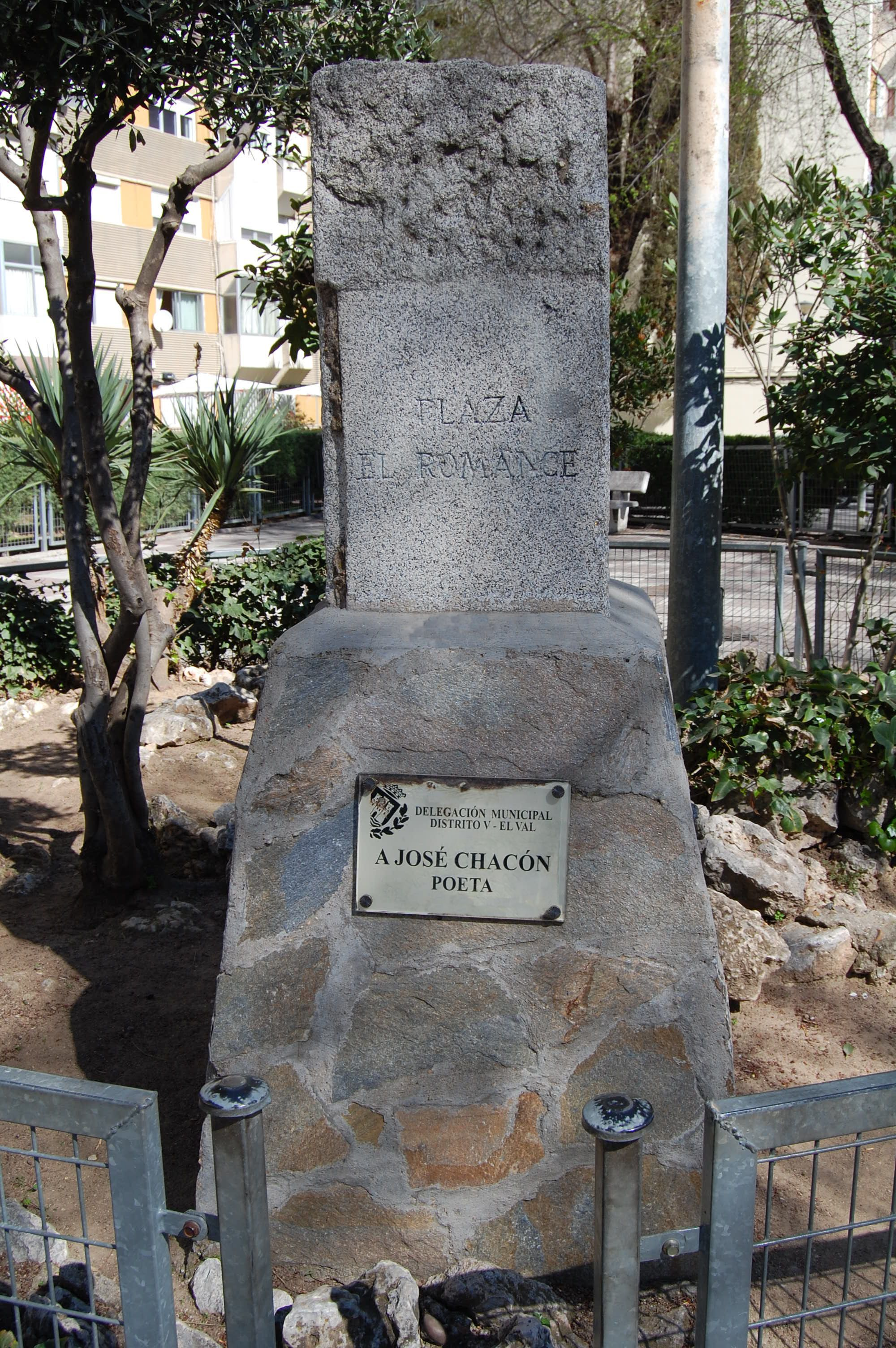
Monolito conmemorativo en honor de José Chacón.

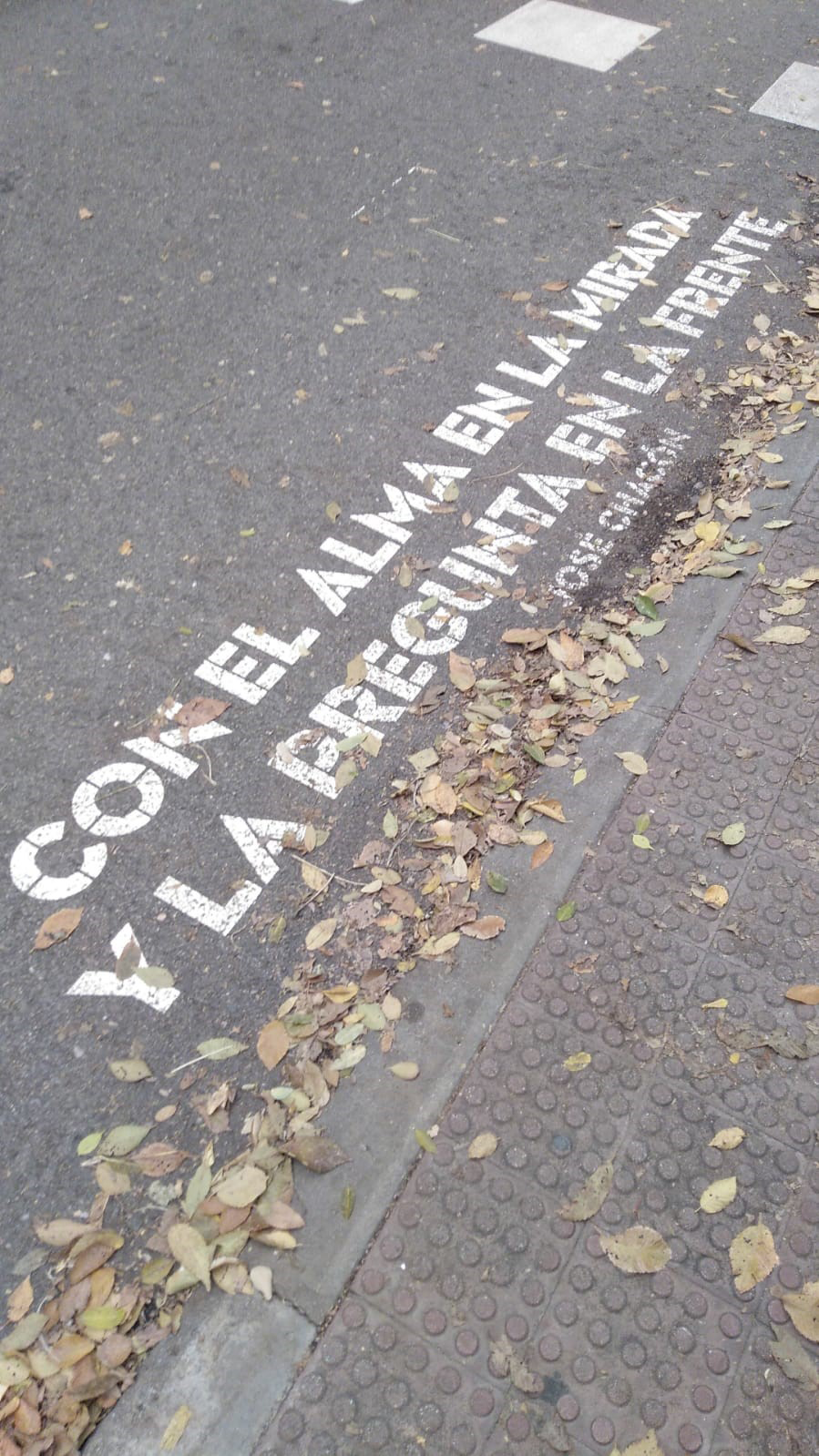
Frase de José Chacón en la calle General Álvarez de Castro, n.º 9, de Madrid.

José Chacón nació en la calle Pozuelo de Los Hinojosos (Provincia de Cuenca - España) el 2 de julio de 1910. Durante su juventud alternó las faenas del campo junto a su padre, con la lectura de autores clásicos castellanos y la redacción de sus primeros versos. En 1935 se casó con Rosario Laguía Izquierdo, vecina de Los Hinojosos, con la que tuvo ocho hijos. Tras la Guerra Civil aprobó las oposiciones como funcionario del Ministerio de Justicia e ingresar como agente judicial. Tuvo su primer destino en Arganda del Rey, y desde el 13 de junio de 1955 en Alcalá de Henares, ciudad en la que residió hasta su fallecimiento el 15 de mayo de 1988.
En la ciudad complutense desarrolló su vocación y su obra poética, al encontrar un ambiente literario adecuado, amistades con inquietudes intelectuales (Francisco Antón, Luis de Blas, Pelayo Fernández, Julio Ganzo, Francisco Javier García Gutiérrez, José García Saldaña, Tomás Ramos, Fernando Sancho, Manuel Vegas, entre otros) y facilidades para publicar. Comenzó a escribir en prosa y en verso en periódicos locales (como "Alcalá Semanal", "Henares 2000", "Nuevo Alcalá", "Plaza de Cervantes" y "Puerta de Madrid") y de ámbito nacional (ABC, Diario de Cuenca, "Flores y Abejas" de Guadalajara, y "La Voz de Talavera"). También participó en la fundación en Alcalá de la revista poética "Llanura"

## Obra
El recuerdo por su tierra natal siempre estuvo presente en sus poesías, así como sus vivencias alcalaínas. Publicó varios libros de poemas:
- 1974: Por los caminos. Alcalá de Henares: s/n.
- 1985: Antología Homenaje. Alcalá de Henares: Fundación Colegio del Rey. ISBN 84-505-1244-1
- 2005: Alrededor de mí mismo, de mi pueblo, de La Mancha. Cuenca: Diputación Provincial de Cuenca.
- 2010: A deshora. Alcalá de Henares: Ayuntamiento de Alcalá de Henares. ISBN 978-84-879-1474-4
- 2014: Espigueo. Cuenca: Diputación Provincial de Cuenca. ISBN 978-84-16161-35-5

## Reconocimiento
- En Cuenca ganó, en 1974, un certamen poético con los sonetos "Dos vueltas al ruedo". Y en los dos años siguientes, ganó el concurso dedicado a la patrona conquenses, "Nuestra Señora de la Luz".
- En Villarta ganó en 1977, con sus sonetos, un certamen sobre el vino.
- En 1981 se le concedió la medalla de San Raimundo de Peñafort.
- En León consiguió un galardón literario en 1984.
- En Los Hinojosos fue designado hijo predilecto, y tiene dedicada una calle.
- En Alcalá de Henares tiene asignada una calle con su nombre desde 1985, y un monolito en la plaza de El Romance en su memoria.
- Desde el 15 de septiembre de 2017 la biblioteca pública municipal del Distrito V (El Val) de Alcalá de Henares se denomina "José Chacón".[4][5]

## Certamen de poesía José Chacón
En 1990 el Ayuntamiento de Alcalá de Henares instituyó el “Premio José Chacón de poesía y prosa", celebrándose en julio dentro de la Semana de la Tercera Edad, dependiendo de la Concejalía de Bienestar Social y Participación Ciudadana. Desde el año 2005 se especializa en poesía y pasa a depender de la Concejalía de Cultura, con la denominación "Certamen de poesía José Chacón”. El premio al ganador se entrega anualmente en el mes de mayo, coincidiendo con el aniversario del óbito del poeta.
| Palmarés del Certamen de poesía José Chacón, ordenado por años y ediciones |         | |                                                                                                 |
| Año                                                                        | Edición | Ganador | Poema                                                                                           |
| 2025                                                                       | XXXIV   | Juan Manuel Lucas Cuesta | "Soy"                                                                                           |
| 2024                                                                       | XXXIII  | Julen Alexandre Carreño Aguado | "Lírica para un gentilhombre"                                                                   |
| 2023                                                                       | XXXII   | Gloria Fernández Sánchez | "Rosales de niebla"                                                                             |
| 2022                                                                       | XXXI    | Katy Parra Carrillo | “Díptico para un miércoles emboscado"                                                           |
| 2021                                                                       | XXX     | Vanessa Cordero Duque | “Bajo los cuerpos celestes de la sombra que cuida mi vientre vacío”                             |
| 2020                                                                       | XXIX    | José Luis Martín Cea | “Para siempre”                                                                                  |
| 2019                                                                       | XXVIII  | Juan Molina Guerra | "Epístola de desamor con mujer al fondo"                                                        |
| 2018                                                                       | XXVII   | José Luis García Herrera | "El poeta, frente al mar, hilvana una sonrisa"                                                  |
| 2017                                                                       | XXVI    | Antonio Gutiérrez González de Mendoza | "Cristal de primavera"                                                                          |
| 2016                                                                       | XXV     | Cristina Cocca Arnedo | "Sin esperar el alba"                                                                           |
| 2015                                                                       | XXIV    | José María Rodríguez González | "El pálpito sereno de la tierra"                                                                |
| 2014                                                                       | XXIII   | Restituto Nuñez Cobos | “Olas de cárdena hermosura”                                                                     |
| 2013                                                                       | XXII    | Manuel Laespada Vizcaíno | “Poco cuesta y mucho vale”                                                                      |
| 2012                                                                       | XXI     | José Pejó Vernis | “Al sur de tus palabras”                                                                        |
| 2011                                                                       | XX      | Antonio Manuel Moreno | "Desastres naturales”                                                                           |
| 2010                                                                       | XIX     | Antonio Manuel Moreno | “Me sobran las palabras (poema ñoño)”                                                           |
| 2009                                                                       | XVIII   | Manuel Terrín Benavides | “Parábola del honor de la mujer”                                                                |
| 2008                                                                       | XVII    | Teodoro Rubio Martín | "A solas con el mundo"                                                                          |
| 2007                                                                       | XVI     | Manuel Ramón Moya Bascuñana | ”Yo designo la vida con el nombre”                                                              |
| 2006                                                                       | XV      | Luis de Blas Fernández | ”Costumbre de amar”                                                                             |
| 2005                                                                       | XIV     | Emilio Quintanilla Buey | ”Vista cansada”                                                                                 |
| 2003                                                                       | XIII    | - 1º Poesía modalidad mayores de 65 años: Adolfo Zutel - 1º Poesía modalidad mayores de 18 años: Fernando San Segundo | - "El perfil de un sonido" - "Aire en danza"                                                    |
| 2001                                                                       | XII     | - Poesía modalidad personas mayores: Enrique de Lara Barragán - Prosa modalidad personas mayores: Enrique de Lara Barragán - Poesía modalidad libre: Juna Carlos Puerta Alonso - Prosa modalidad libre: Noelia Pombo Fernández | - ”Sueño” - “Recuerdos de Navidad” - “Algunas cosas salvaría” - “José Sánchez”                  |
| 2000                                                                       | XI      | - 1º Poesía: Antonio Soria Romero - 1º Prosa: Mª Carmen Fernández-de Valderrama Moreno - 2º Poesía: Concepción Bravo Requena - 2º Prosa: Gema Cacho Regalado                                                                   | - ”Y me llamarán loco...” - “Crónica de viejos tiempos” - “Respirar” - “De frailes y de flanes” |
| 1999                                                                       | X       | - 1º Poesía modalidad A: Luis de Blas Fernández - 1º Poesía modalidad B: César Anza González - 1º Prosa: Mª del Pilar Sanz Ruiz - 2º Prosa: Julián Moreno Aranzueque                                                           | - “Estos nietos que tengo entre mi pecho” - “Sólo sé” - “Maldita barca” - “Andadura”            |
| 1998                                                                       | IX      | |                                                                                                 |
| 1997                                                                       | VIII    | |                                                                                                 |
| 1996                                                                       | VII     | |                                                                                                 |
| 1995                                                                       | VI      | |                                                                                                 |
| 1994                                                                       | V       | |                                                                                                 |
| 1993                                                                       | IV      | |                                                                                                 |
| 1992                                                                       | III     | José López Rueda |                                                                                                 |
| 1991                                                                       | II      | - 1º Poesía: María Teresa Gordaliza - 1º Prosa: Emilia Duimovich - 2º Poesía: Julián Vivas Bueno - 2º Prosa: Amadeo Rosella Alonso                                                                                             |                                                                                                 |
| 1990                                                                       | I       | |                                                                                                 |